# Lorenzo Onofrio Colonna
Lourenço Onofre (em italiano: Lorenzo Onofrio Colonna; Palermo, 19 de abril de 1637 – Roma, 15 de abril de 1689) foi um nobre italiano pertencente a Família Colonna. Era Príncipe de Paliano e Condestável do Reino de Nápoles. Foi Vice-rei de Aragão de 1678 até 1681, assim como Cavaleiro da Ordem do Tosão de Ouro.

## Vida
Colonna nasceu em Palermo, filho de Marco Antonio V Colonna, príncipe de Paliano, e Isabella Gioeni Cardona, princesa de Castiglione. Era por tanto sobrinho de Ana Colonna e seu marido, Taddeo Barberini, príncipe de Palestrina. Foi nomeado Cavaleiro da Ordem do Tosão de Ouro juntamente com seu primo, Maffeo Barberini.
Em 1661 se casou com Maria Mancini, sobrinha do poderoso Cardeal Mazarin, Primeiro-Ministro da França.
Juntamente com sua esposa foi um grande mecenas, entretanto, após o nascimento de seu terceiro filho, o casal se separou. Maria havia sido amante do rei Luís XIV de França e muitos acreditavam que o relacionamento continuava mesmo depois de seu casamento com Colonna.
Em 29 de maio de 1672, temendo que seu marido a matasse, Maria Mancini abandonou Roma com sua irmã, Hortênsia Mancini. Não regressaria até a morte de Colonna em 1689.
Entre 1678 e 1681, Colonna foi Vice-rei de Aragão a serviço da coroa espanhola.

## Descendência
Com Maria Mancini teve três filhos:
- Filippo II Colonna (1663-1714);
- Marco Antonio Colonna (1664-1715);
- Carlo Colonna (1665-1718), cardeal.